# Pauropus medianus
Pauropus medianus är en mångfotingart som beskrevs av Hilton 1934. Pauropus medianus ingår i släktet grovfåfotingar, och familjen fåfotingar. Inga underarter finns listade i Catalogue of Life.